# Sex&Drugs&Rock&Roll
Sex&Drugs&Rock&Roll est une série télévisée américaine en 20 épisodes de 22 minutes, créée par Denis Leary et diffusée entre le 16 juillet 2015 et le 1er septembre 2016 sur FX et en simultané au Canada sur FX Canada.
Cette série est inédite dans tous les pays francophones.

## Synopsis
Dans les années 1990, le groupe de rock The Heathens était sur le point de devenir célèbre et culte à la suite du succès de leurs performances lives et aux excellentes critiques sur leur futur premier album. Mais le jour de la sortie de l'album, le groupe se sépare à cause des excès de son chanteur, Johnny Rock. Aujourd'hui, Johnny ne trouve plus de travail et peine à percer dans le monde de la musique. Mais quand sa fille dont il ignorait l’existence, Gigi, fait surface, il y voit un moyen de gagner de l'argent. En effet, sa fille est riche et lui propose de le payer pour qu'il réunisse le groupe pour lui composer des chansons. Johnny pense que Gigi ne sait pas chanter et compte donc se servir d'elle juste pour l'argent mais quand il va découvrir qu'elle a du talent, une compétition va se créer entre les deux rockeurs.

## Distribution

### Acteurs principaux
- Denis Leary : Johnny Rock
- John Corbett : Josiah « Flash » Bacon
- Elizabeth Gillies : Gigi Rock
- Bobby Kelly (en) : Hector « Bam Bam » Jimenez
- Elaine Hendrix : Ava Delany
- John Ales : Sonny « Rehab » Silverstien

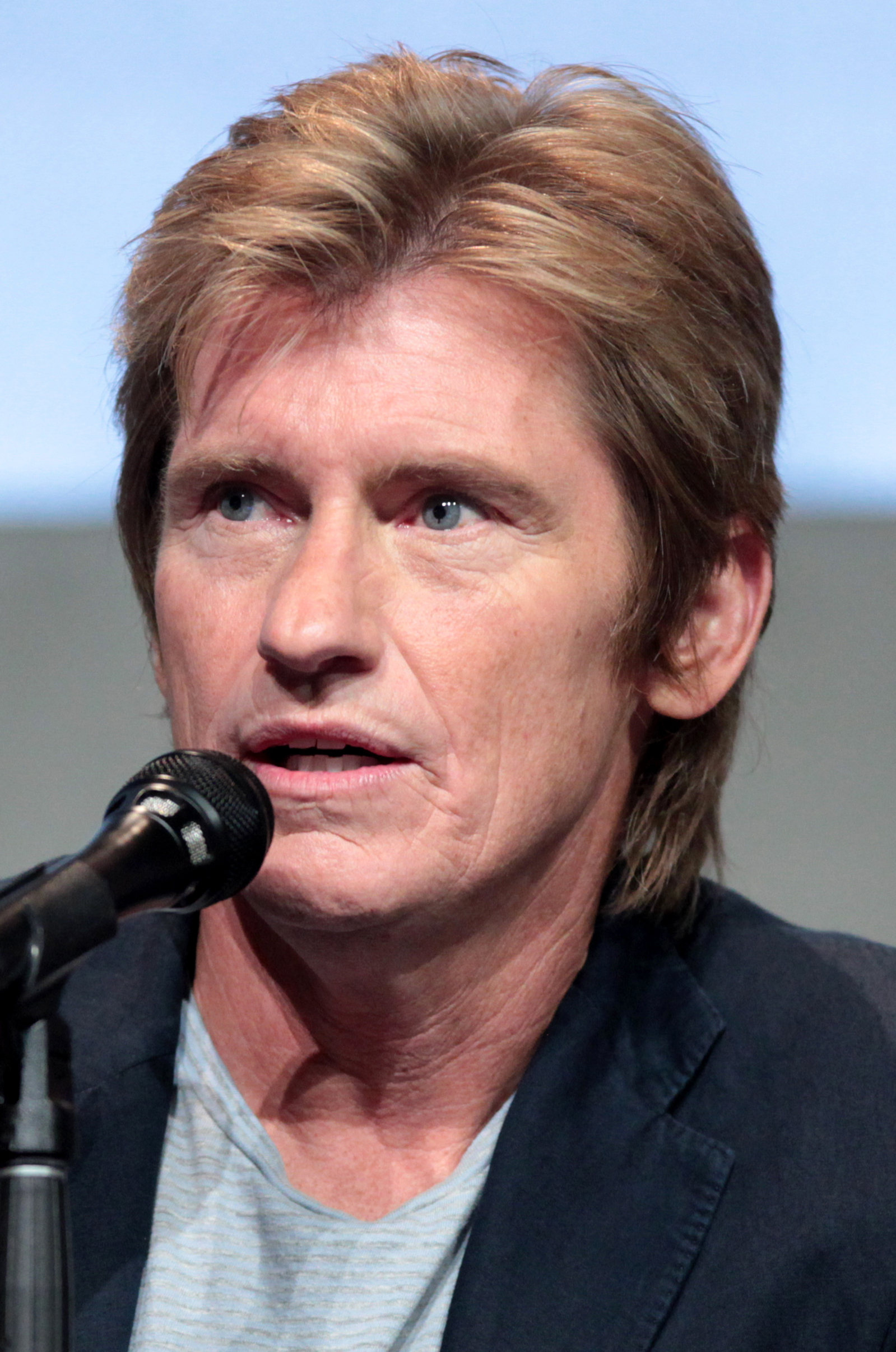
Denis Leary interprète Johnny.
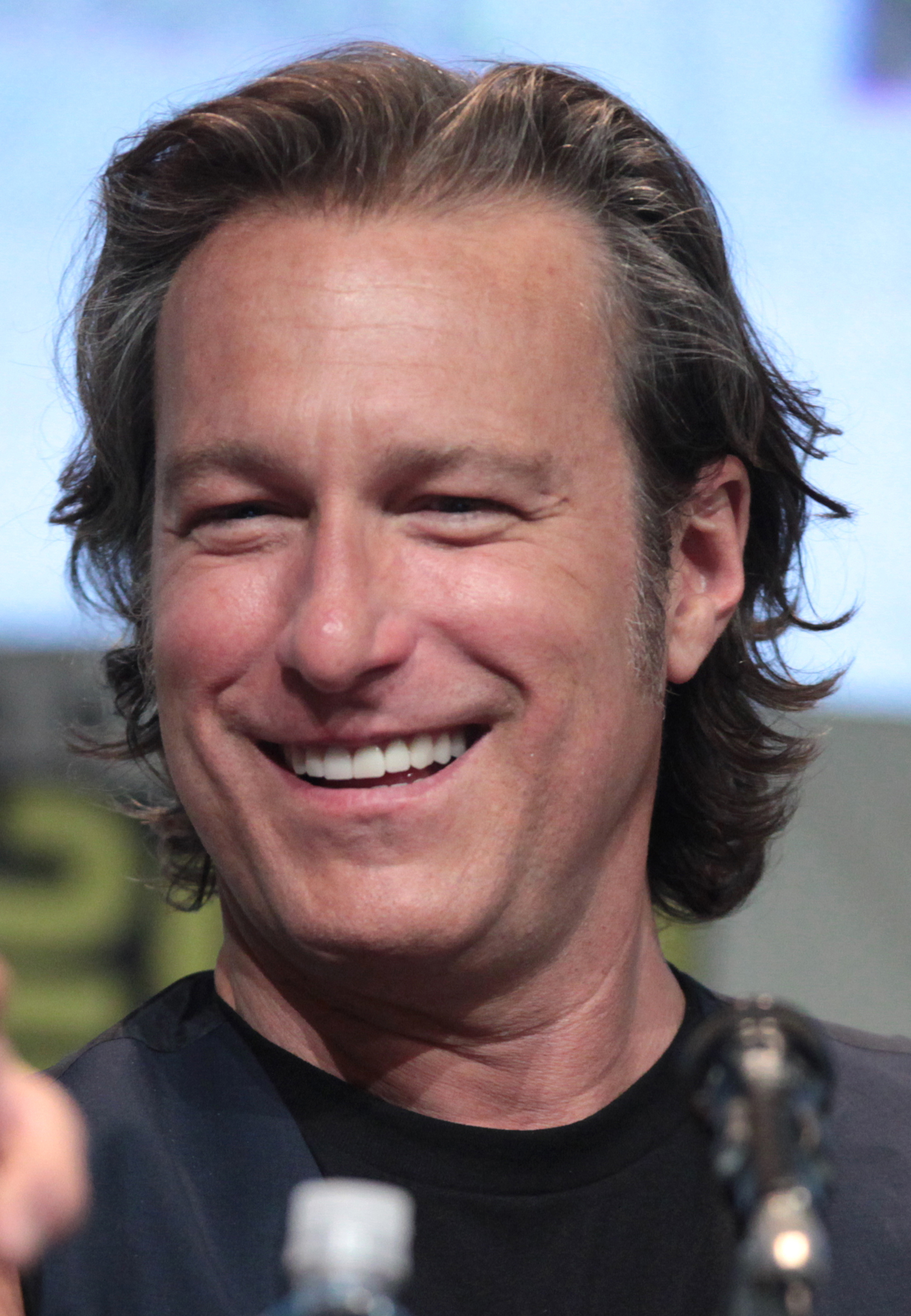
John Corbett interprète « Flash ».
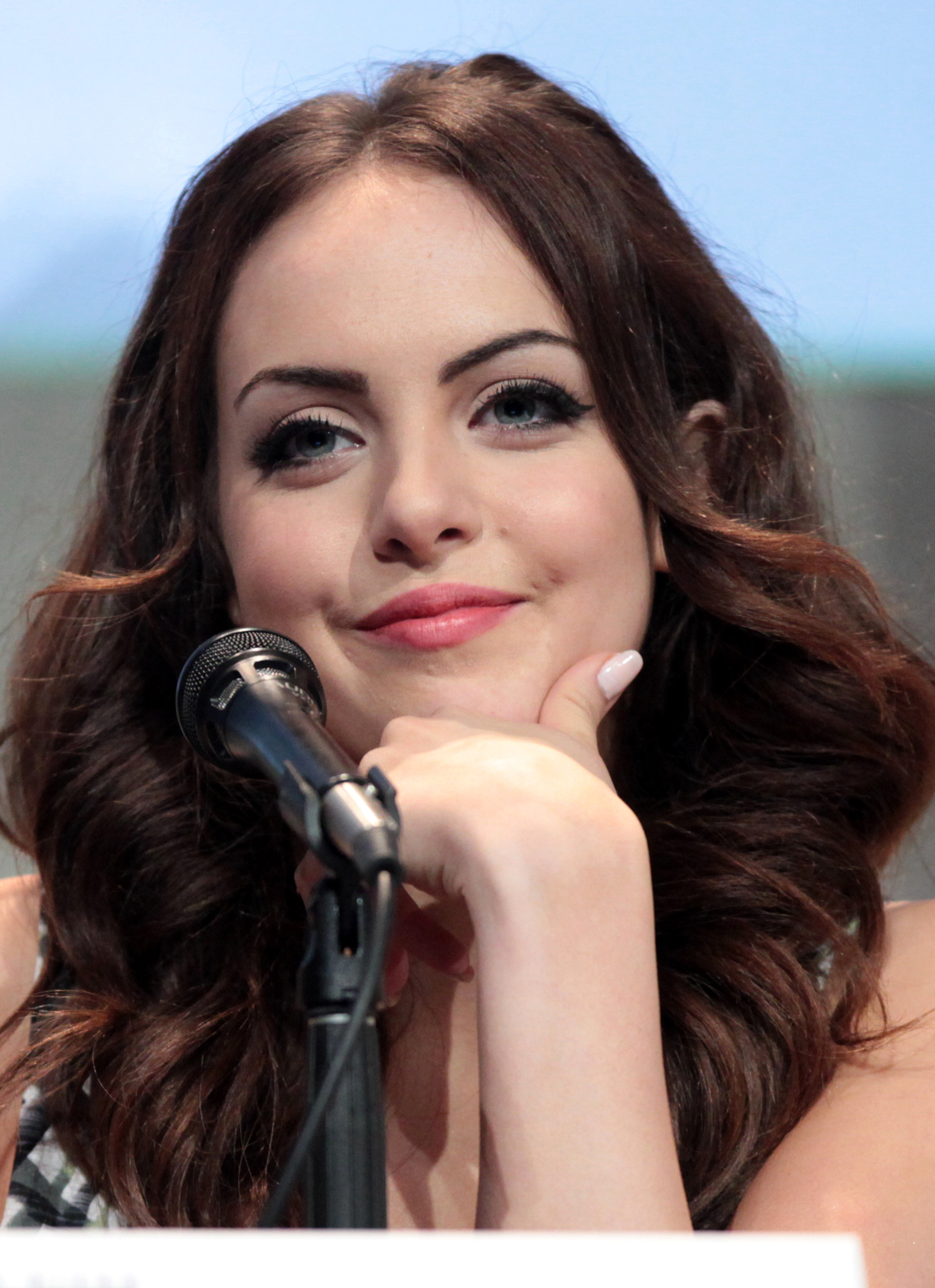
Elizabeth Gillies interprète Gigi.
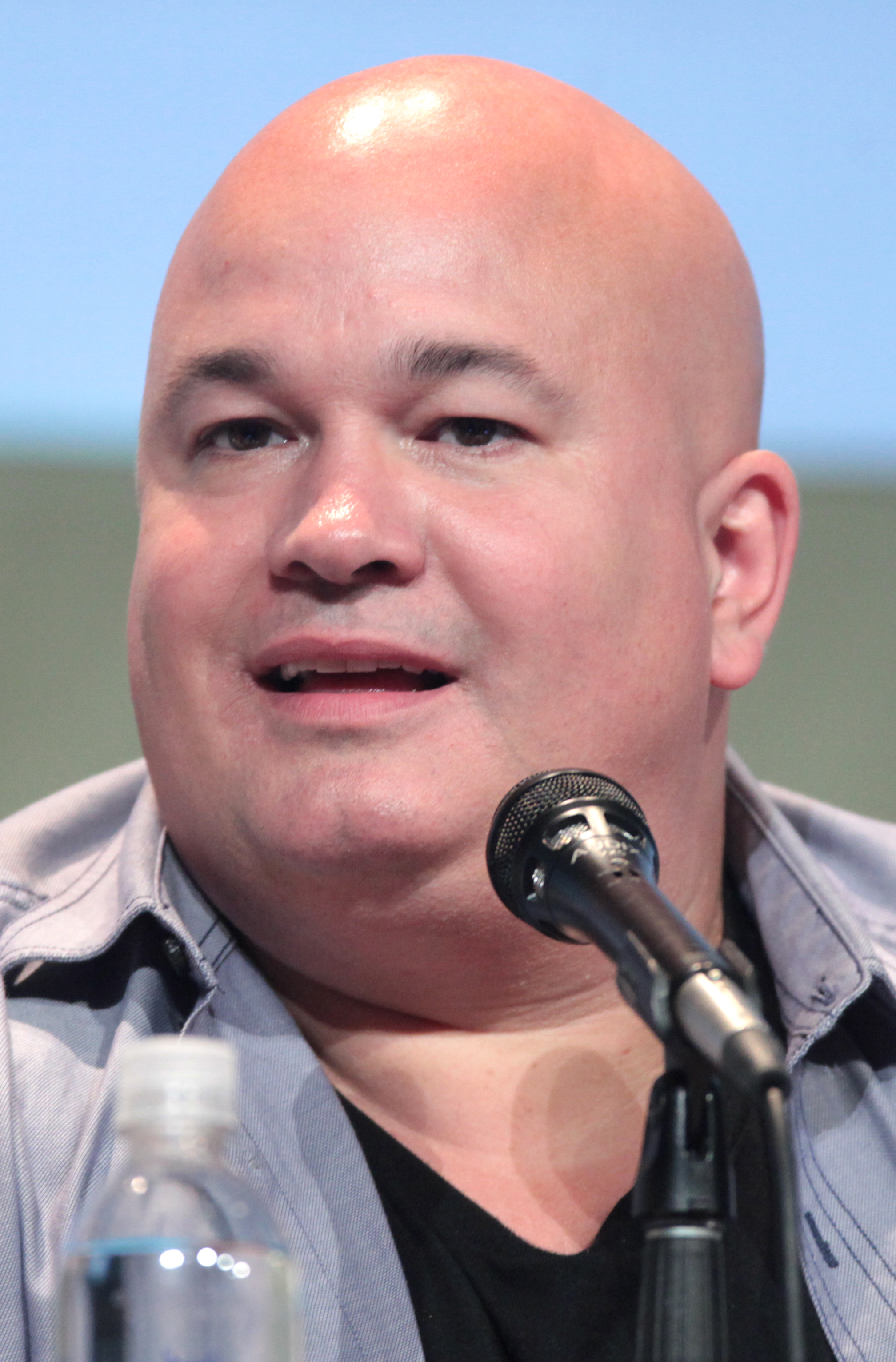
Bobby Kelly (en) interprète « Bam Bam ».
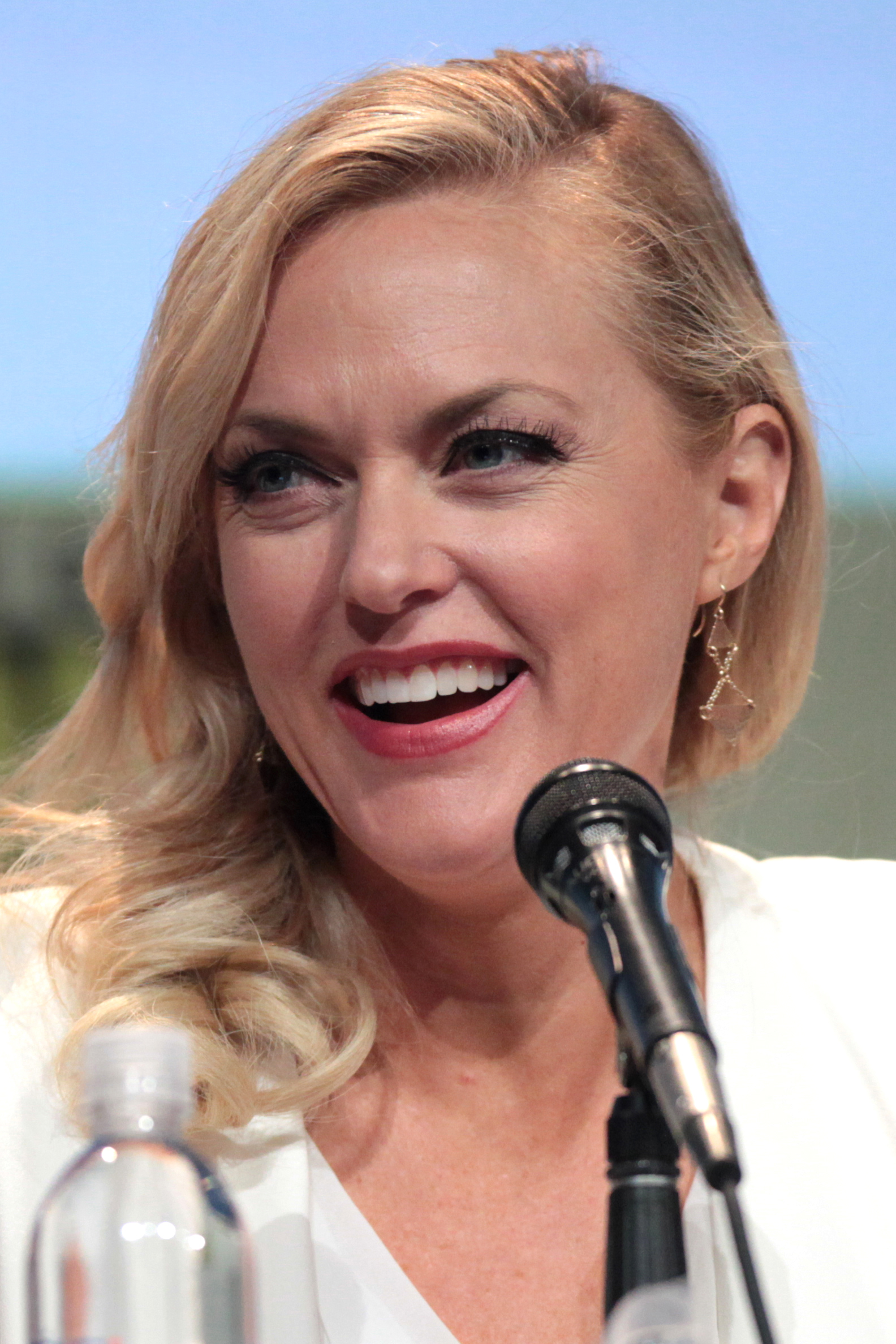
Elaine Hendrix interprète Ava.
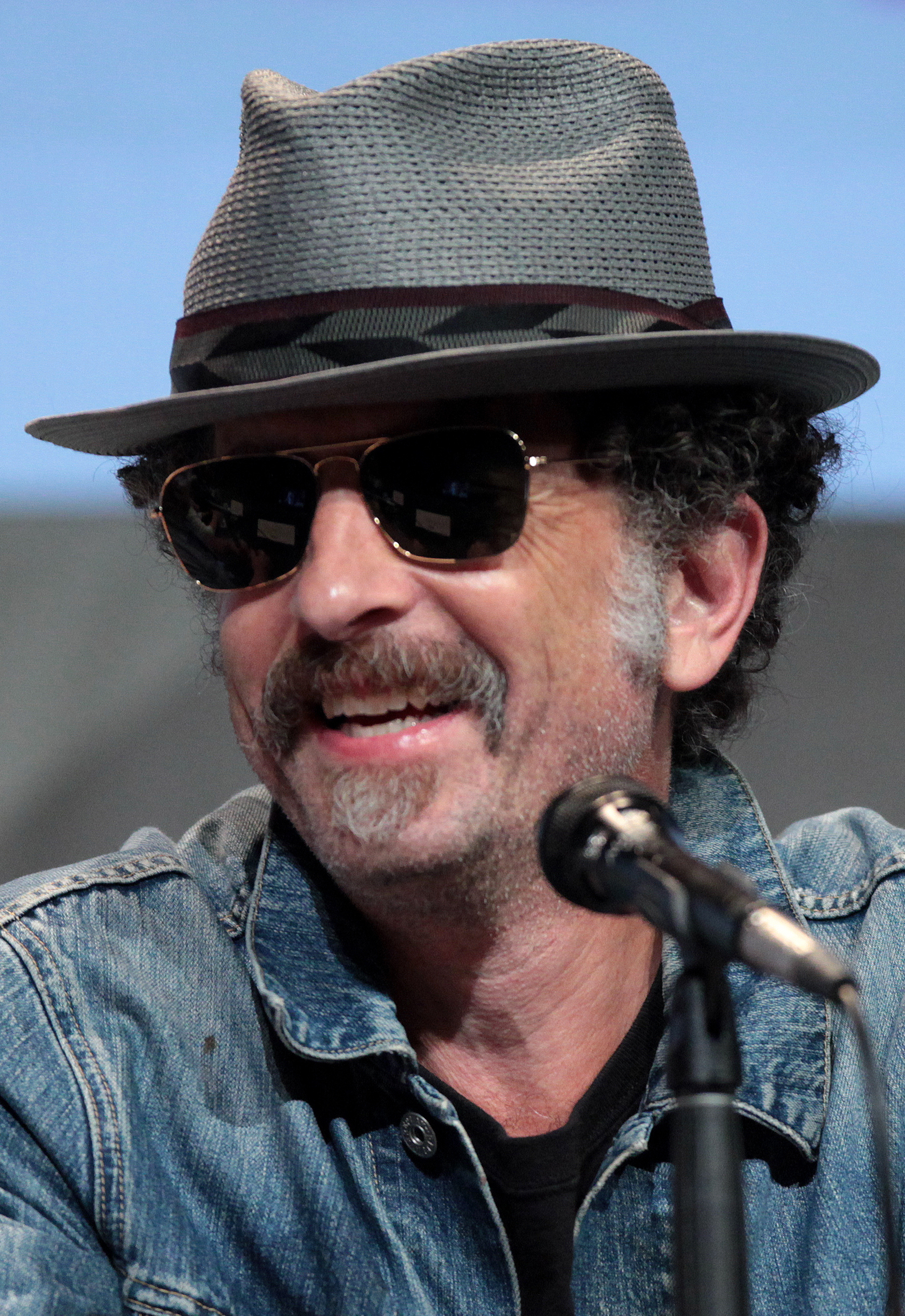
John Ales interprète « Rehab ».

### Acteurs récurrents
- Callie Thorne : Cat Zakarian
- Josh Pais : Ira Feinbaum (saison 1)
- Eric Sheffer Stevens (en) : Brook Lanley (saison 2)
- Rebecca Naomi Jones (en) : Davvy O'Dell (saison 2)
- Mark Gessner : Noah Perkins (saison 2)

## Développement

### Production
Le 7 janvier 2014, FX annonce avoir commandé un pilote pour la comédie Sex&Drugs&Rock&Roll créée par et avec Denis Leary.
En mars 2014, l'acteur John Corbett est annoncé à la distribution principale de la série pour le rôle de Flash, l'ancien meilleur ami de Johnny Rock et membre du groupe The Heathens. Il est suivi par l'acteur Robert Kelly, l'actrice et chanteuse Elizabeth Gillies et l'actrice Elaine Hendrix.
Le 30 juin 2014, la chaîne annonce officiellement avoir commandée une première saison de 10 épisodes pour la série.
Le 23 septembre 2015, la série est renouvelée pour une deuxième saison.
Le 10 septembre 2016, FX annonce l'annulation de la série en raison des audiences décevantes de la deuxième saison.

### Tournage
La série se déroule et est tournée dans la ville de New York aux États-Unis.

## Épisodes

### Première saison (2015)
Elle a été diffusée entre le 16 juillet 2015 et le 17 septembre 2015 sur FX.
1. titre français inconnu (Don't Wanna Die Anonymous)
2. titre français inconnu (Clean Rockin' Daddy)
3. titre français inconnu (Lust for Life)
4. titre français inconnu (What You Like Is In The Limo)
5. titre français inconnu (Doctor Doctor)
6. titre français inconnu (Tattoo You)
7. titre français inconnu (Supercalifragilisticjuliefriggingandrews)
8. titre français inconnu (Hard Out Here for a Pimp)
9. titre français inconnu (Take My Picture by the Pool)
10. titre français inconnu (Because We're Legion)

### Deuxième saison (2016)
Elle a été diffusée entre le 30 juin 2016 et le 1er septembre 2016 sur FX.
1. titre français inconnu (All That Glitters is Gold)
2. titre français inconnu (Rebel Rebel)
3. titre français inconnu (Cool for the Summer)
4. titre français inconnu (Bad Blood)
5. titre français inconnu (And She Was)
6. titre français inconnu (Rock This Bitch Till the Wheels Fall Off)
7. titre français inconnu (Tramps Like Us)
8. titre français inconnu (Ghosts of Skibbereen)
9. titre français inconnu (Rolling in the Deep)
10. titre français inconnu (Bang Bang)

Note : Pour les informations de renouvellement voir la section Production.

## Accueil

### Réception critique
La première saison est accueillie de façon mitigée par la critique. L'agrégateur de critiques Metacritic lui accorde une note de 69 sur 100, basée sur la moyenne de 29 critiques.
Sur le site Rotten Tomatoes, elle obtient une note moyenne de 59 %, sur la base de 46 critiques.

### Audiences

#### Aux États-Unis
L'épisode pilote, diffusé le 16 juillet 2015, a réalisé une audience de 867 000 téléspectateurs avec un taux de 0,35 % sur les 18-49 ans lors de sa première diffusion.
La première saison a obtenu une audience moyenne de 610 000 téléspectateurs avec un taux de 0,26 % sur les 18-49 ans lors de la première diffusion de chaque épisode.